# 호랑이 아줌마
"호랑이 아줌마"는 1974년에 개봉한 대한민국의 영화이다.

## 캐스팅
- 황정순
- 윤미라
- 윤양하
- 박근형
- 김애경
- 김순복
- 유장현
- 김기종
- 황인철
- 이승렬
- 이영호
- 김승남
- 박예숙
- 신미정
- 조학자
- 최연수
- 성명숙
- 황건
- 박두연
- 손세운
- 박응성
- 정연수
- 양일민
- 김진